# Кукебаев, Байжунус
Байжунус Кукебаев (1908, Аулиеатинский уезд, Сырдарьинская область, Туркестанский край,  Российская империя — неизвестно, Казахская ССР) — старший чабан колхоза «Кара-Су» Меркенского района Джамбулской области, Казахская ССР. Герой Социалистического Труда (1948).

## Биография
Родился в 1908 году в крестьянской семье в одном из сельских населённых пунктов Аулиеатинского уезда. С раннего возраста трудился в сельском хозяйстве. С 1927 года — рабочий на железной дороге. В 1935 году вступил в колхоз «Кара-Су» Меркенского района, в котором трудился чабаном.
Ежегодно показывал высокие трудовые результаты в овцеводстве. В 1947 году вырастил 545 ягнят от 410 курдючных овцематок. Средний вес ягнёнка к отбивке составил 40 килограммов. Указом Президиума Верховного Совета СССР от 23 июля 1948 года удостоен звания Героя Социалистического Труда за «получение высокой продуктивности животноводства в 1947 году» с вручением ордена Ленина и золотой медали «Серп и Молот» (№ 2508).
Этим же Указом званием Героя Социалистического Труда был награждён чабан колхоза «Кара-Су» Нурбай Манасбаев.
Трудился в колхозе (после реорганизации — овцесовхоз «Таттинский») до выхода на пенсию в 1965 году. Проживал в совхозе «Уюк». Дата смерти не установлена.